# 亞太國際貿易教育暨研究聯盟
亞太國際貿易教育暨研究聯盟（英文：Pacific Asian Consortium for International Business Education and Research，簡稱PACIBER）旨在建立與國際貿易相關的教育和研究、予各會員大學之間的院校和學子更多向化的交流管道；在亞洲太平洋地區開展合作的廣度、促進更暢通的對話機制、擴大對國際貿易更有益的共識。

## 沿革
「PACIBER」在1988年於美國夏威夷開會後共同發起；2001年起固定舉辦年度會議，目前區域內共有27所大學加盟。PACIBER論及因應貿易日盛而衍生出的多項議題，從中指出：亞太貿易興盛，是當前世界成長最快、貿易額最大的地區，欲在此成功從事國際貿易，對各種文化、國情、語言的掌握缺一不可。對此商學院必須走在時代先端、知其所向，才可能提供未來的經營者和從業者們更高品質的知識、更適切實用的技能。

## 近期發展
成立以來，各會員大學彼此間致力於學生交換，認為這對國際貿易人才的培育、互相學習、技能改進等有莫大的效益。此外，PACIBER目前刻正建構屬於自己的線上教學並通過授課頒授文憑，總部設於夏威夷。

### 年會與探討主題
- 2001年 美國夏威夷

- 2002年7月11-14日 印尼峇里島：「全球化的挑戰」

- 2003年6月19-22日 美國夏威夷：「公司治理」

- 2004年6月24-27日 泰國曼谷：「轉型中的經濟體：政府與公司所應負起的角色」

- 2005年7月2-5日 加拿大多倫多：「各種經濟體系下的永續發展」

- 2006年6月29日-7月2日 菲律賓宿霧：「亞太地區之委外服務、勞工與製造產業的三種分工機制」

- 2007年6月25-28日 美國夏威夷：「公司營運國際化所面臨的機會與挑戰」

- 2008年7月5-8日 越南河內：「轉型中的經濟體與企業的國際化」

- 2009年7月3-6日 紐西蘭皇后鎮：「於國際化的進程中納入原住暨少數民族」

## 成員大學
：
- 雪梨大學
- 格里菲斯大學
- 墨爾本大學
- 新南威爾斯大學
- 紐卡索大學

 加拿大：
- 不列顛哥倫比亞大學
- 卡加利大學
- 約克大學

 中华人民共和国：
- 上海財經大學

 香港：
- 香港中文大学

 澳門：
- 澳門大學

 印度尼西亞：
- 印尼大學 （页面存档备份，存于）

 日本：
- 早稻田大學

 马来西亚：
- 馬來西亞國立大學 （页面存档备份，存于）

 新西兰：
- 奧克蘭大學
- 奧塔哥大學

 ：
- 高麗大學
- 成均館大學

 菲律賓：
- 亞洲管理研究所（页面存档备份，存于）
- 德拉薩爾大學

 中華民國：
- 國立臺灣大學
- 國立中山大學

 泰國：
- 朱拉隆功大學

 美国：
- 聖地牙哥州立大學（页面存档备份，存于）
- 舊金山州立大學
- 聖路易大學
- 科羅拉多大學丹佛分校
- 夏威夷大學（页面存档备份，存于）
- 日美管理科學研究所 （页面存档备份，存于）
- 孟斐斯大學 （页面存档备份，存于）
- 威斯康辛麥迪遜大學

## 註解
1. ↑  .   [2009-01-11]. （原始内容存档于2016-05-11）.
2. ↑  .   [2009-01-11]. （原始内容存档于2016-05-11）.

## 外部連結
- PACIBER 官方網站（英文）